# Санто Стефано (Удине)
Санто Стефано је насеље у Италији у округу Удине, региону Фурланија-Јулијска крајина.
Према процени из 2011. у насељу је живело 21 становника. Насеље се налази на надморској висини од 421 м.